# Jiří Plachý

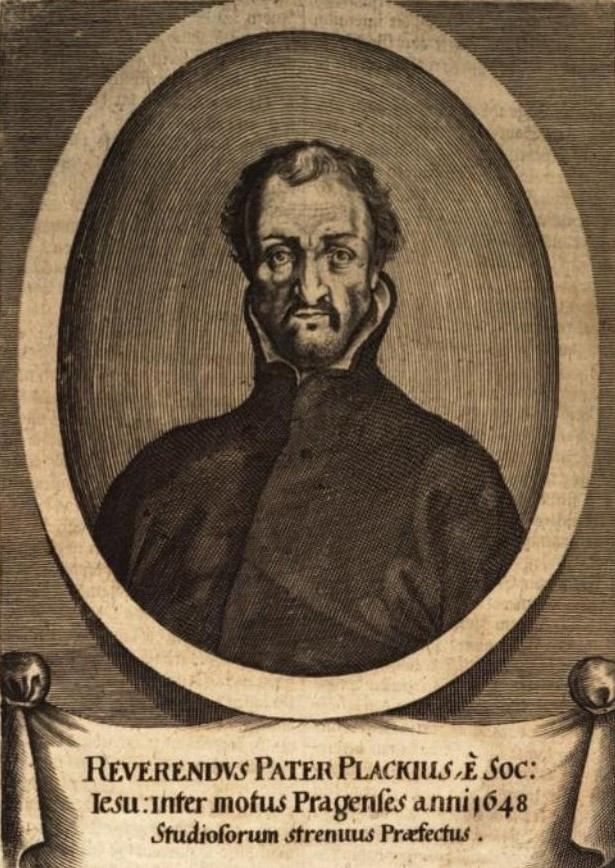
Jiří Plachý (M. Merian Younger, Theatrum Europaeum)

Jiří Plachý (geboren wahrscheinlich 1606 in Budweis, Budweiser Kreis; gestorben am 19. April 1664 in Kuttenberg, Saazer Kreis) war ein Jesuit am Prager Clementinum. In die Geschichte Tschechiens ging er als heldenhafter Anführer der Studentenlegion während der Belagerung Prags durch die Schwedische Armee am Ende des Dreißigjährigen Krieges ein.

## Leben
Sein Vater, Šimon Plachý z Třebnice (nach 1586 – 1611) war Stadtschreiber in Budweis, er wurde am 31. Januar 1611 beim Einfall des Passauer Kriegsvolks nach auf Budweis getötet.
Jiří Plachý trat mit 17 Jahren in den Jesuitenorden ein und unterrichtete an verschiedenen Jesuitenkollegien, unter anderem in Prag, Olmütz und Jičín. Am Ende seines Lebens unterrichtete er in Kuttenberg. Neben seiner Lehrtätigkeit war er ein aktiver Missionar in der Umgebung von Prag, zeitweise auch Leiter der Druckerei im Clementinum und erfreute sich als tschechischer Prediger großer Beliebtheit.
Im Jahr 1648, während der Belagerung von Prag durch Schwedische Truppen, spielte Pater Plachý eine zentrale Rolle bei der Verteidigung der Prager Altstadt. Die Schweden hatten die westliche Seite der Moldau mit der Prager Burg und der Kleinseite erobert und versuchten, über die Karlsbrücke in die Altstadt einzudringen. Dort stellte sich ihnen die Studentenlegion entgegen, die aus Studenten und Dozenten des Jesuitenkollegs sowie Prager Bürgern bestand. Obwohl Plachý nicht der offizielle Kommandant der Legion war, wie es die Legenden später oft behaupteten, galt er als ihre herausragendste Persönlichkeit. Der eigentliche Befehlshaber war Hauptmann Johann Georg Kauffer. Jiří Plachý wird als ein charismatischer Führer beschrieben, der der Prager Studentenschaft moralische und innere Stärke verlieh. Seine leidenschaftlichen Reden und allein seine bloße Anwesenheit gaben den Verteidigern Mut. Wegen seiner Körpergröße von fast zwei Metern wurde er „der lange Pater“ genannt. Seine Unerschrockenheit soll selbst bei seinen Feinden Bewunderung hervorgerufen haben, und es wurde erzählt, dass die Schweden ihn fürchteten und für einen Zauberer hielten, weil er angeblich den Studenten magische Zettel zum Essen gab, die sie vor feindlichen Kugeln schützten. Die schwedischen Soldaten sollen sogar behauptet haben, dass Pater Plachý unsterblich sei und ihre Geschosse ihn immer verfehlten.
Der geistliche Beistand Plachýs und seine persönliche Unerschrockenheit wurden lange Zeit bei den jährlichen Prozessionen am Fest der Unbefleckten Empfängnis der Jungfrau Maria zur Mariensäule auf dem Altstädter Ring gefeiert. Die Mariensäule wurde zum Dank für die Rettung Prags vor dem protestantischen Schwedischen Heer errichtet. Während der Prozession trugen die Studenten, gleichsam als Reliquien, eiserne Handschuhe und den Helm von Pater Plachý. Diese wurden zum Andenken im Clementinum aufbewahrt.
In einigen Quellen wird er unter dem Namen Jiří Plachý Ostermann erwähnt, Ostermann ist wahrscheinlich der ursprüngliche Familienname. Er wird oft mit seinem Namensvetter und Onkel Jiří Plachý Ferus (genannt auch Jiří Plachý der Ältere, ca. 1585 – 1659) verwechselt, der Prediger an Salvatorkirche in Prag und Verwalter der jesuitischen Bibliothek und Druckerei im Clementinum war.
Die dramatischen Kämpfe auf der Karlsbrücke werden im Diorama des Spiegellabyrinths auf dem Petřín dargestellt. Im Mittelpunkt steht die hochgewachsene Gestalt des Anführers der Studentenlegion, des Jesuitenpaters Jiří Plachý.

## Belletristik
Franz Isidor Proschko: Der Jesuit. Geschichtlicher Roman aus der Zeit des Dreißigjährigen Krieges. Sartorius, Wien 1857.